# Скит Николинц
44° 55′ 54″ С; 21° 34′ 01″ И / 44.93163° С; 21.56690° И
Скит Светог великомученика Димитрија Мироточивог (рум. Schitul „Sf. Mare Mucenic Dimitrie Izvorâtorul de Mir”) је румунски православни скит који се налази код села Николинц на западу Румуније, близу границе са Србијом.

## Историја
Скит је основан 2003. године, на месту некадашњег граничног прелаза између Румуније и Србије, између села Николинц и Најдаш, на иницијативу оравичког протопрезвитера Јона Варана. Посвећен је Светом великомученику Димитрију Мироточивом. За оживљавање скита заслужан је отац Илију Пентоју који је својим залагањем унапредио монашки живот на подручју Оравичког протопрезвитерата Епархије карансебешке. Параклис скита је освештан 30. октобра 2009. од стране епископа карансебешког Лучијана.
Од оснивања 2003. године, монашку заједницу чинили су монаси Манастира Калугара код Чиклове Монтане, а од 2015. постаје женски скит који чине монахиње из Манастира Нера код Саске Монтане. Данас скит има 11 монахиња, а игуманија је Томаида Кирила.